# Amphoe Chaloem Phra Kiat (Nakhon Si Thammarat)
Amphoe Chaloem Phra Kiat (thailändisch อำเภอ เฉลิมพระเกียรติ) ist ein Landkreis (Amphoe – Verwaltungs-Distrikt) in der Provinz Nakhon Si Thammarat. Die Provinz Nakhon Si Thammarat liegt in der Südregion von Thailand, etwa 780 km südlich von Bangkok an der Ostküste der Malaiischen Halbinsel zum Golf von Thailand.

## Geographie
Benachbarte Bezirke (von Norden im Uhrzeigersinn): die Amphoe Phra Phrom, Mueang Nakhon Si Thammarat, Pak Phanang, Chian Yai, Cha-uat und Ron Phibun. Alle Amphoe liegen in der Provinz Nakhon Si Thammarat.

## Geschichte
Amphoe Chaloem Phra Kiat wurde am 5. Dezember 1996 zusammen mit vier weiteren Landkreisen mit dem gleichen Namen Chaloem Phra Kiat eingerichtet, um das 50-jährige Thronjubiläum von König Bhumibol Adulyadej (Rama IX.) zu feiern.
Der Landkreis wurde aus den drei Tambon Chian Khao, Don Tro und  Suan Luang des Amphoe Chian Yai und dem Tambon Thang Phun aus Amphoe Ron Phibun geschaffen.

## Verwaltung

### Provinzverwaltung
Amphoe Ron Phibun ist in vier Gemeinden (Tambon) eingeteilt, welche wiederum in 37 Dörfer (Muban) unterteilt sind.
| \| Nr. \| Name \| Thai \| Muban \| Einw.[2] \| \| --- \| ---------- \| ------- \| ----- \| -------- \| \| 1. \| Chian Khao \| เชียรเขา \| 13 \| 06.179 \| \| 2. \| Don Tro \| ดอนตรอ \| 05 \| 05.629 \| \| 3. \| Suan Luang \| สวนหลวง \| 13 \| 11.062 \| \| 4. \| Thang Phun \| ทางพูน \| 06 \| 08.650 \| |            |         |       |        |
| Nr. | Name       | Thai    | Muban | Einw.  |
| 1. | Chian Khao | เชียรเขา | 13    | 06.179 |
| 2. | Don Tro    | ดอนตรอ  | 05    | 05.629 |
| 3. | Suan Luang | สวนหลวง | 13    | 11.062 |
| 4. | Thang Phun | ทางพูน   | 06    | 08.650 |

### Lokalverwaltung
Es gibt zwei Kleinstädte (Thesaban Tambon) im Landkreis:
- Thang Phun (เทศบาลตำบลทางพูน) besteht aus dem ganzen Tambon Thang Phun.
- Don Tro (เทศบาลตำบลดอนตรอ) besteht aus dem ganzen Tambon Don Tro.

Die beiden anderen Tambon werden jeweils von einer „Tambon-Verwaltungsorganisation“ (TAO, องค์การบริหารส่วนตำบล) verwaltet.